# Bosco Chocolate Syrup
Bosco Chocolate Syrup é uma marca de xarope de chocolate produzido pela primeira vez em 1928. Atualmente é vendido nos Estados Unidos, na Europa Ocidental, na Ásia e no Oriente Médio.
A Bosco, empresa que o produz, está sediada em New Jersey.

## Usos não-culinários

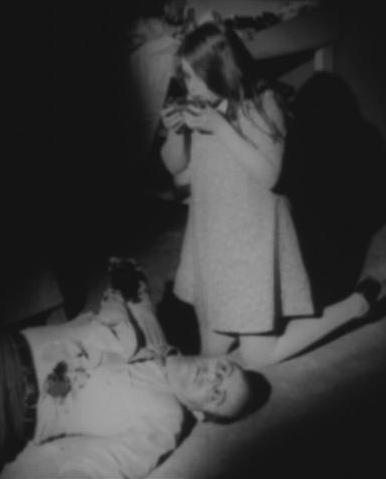
Bosco Chocolate Syrup utilizado em Karl Hardman para um efeito especial sangrento em A Noite dos Mortos-Vivos (1968).

Alfred Hitchcock notoriamente usou Bosco Chocolate Syrup como sangue falso na cena do chuveiro de sua obra-prima em preto-e-branco Psicose (1960). Esta mesma técnica foi reportadamente usada em outros filmes de terror em preto-e-branco, incluindo A Noite dos Mortos-Vivos (1968).